# Список номинантов на премию «Национальный бестселлер» 2022 года
Список номинантов на премию «Национальный бестселлер», попавших в длинный список и короткий список (финалисты) в сезоне 2022 года. 47 номинаторов номинировали 47 книг, который составили длинный список.
В 2022 году победитель не избирался.

## Преамбула
Список представлен в следующем виде — победители; короткий список (финалисты), кроме победителей; длинный список — кроме победителей и финалистов.
Для финалистов и победителя в скобках указано сколько баллов набрало данное произведение по итогам голосования членов большого жюри за произведения из длинного списка для их отбора в финал.
Произведение, набравшее наибольшее количество баллов по итогам голосования за произведения из длинного списка, чаще всего, но не всегда, становилось победителем.
Произведения в длинном списке упорядочены по фамилиям их авторов, за исключением тех произведений, которые по итогам голосования большого жюри набрали 1 балл и более.
Произведения в коротком списке упорядочены по количеству набранных ими баллов по итогам голосования большого жюри.

## Порядок голосования
В соответствии с положением о премии:
1. Номинаторы, Большое жюри и Малое жюри. Число номинаторов и членов обоих жюри не носит фиксированного характера.
2. Формирование длинного списка. Номинаторы — известные и уважаемые представители книжного мира — издатели, критики, писатели, поэты, журналисты, — выдвигают на соискание премии по одному произведению, созданному на русском языке и существующему в виде рукописи или впервые опубликованному за истекший год.
3. Формирование короткого списка. Большое жюри — критики и писатели из русской провинции, ближнего и дальнего зарубежья, — читают все произведения, включенные в номинационный (длинный) список, и выбирают два наиболее понравившихся. Каждое первое место приносит соискателю премии 3 очка, каждое второе — 1 очко. Список финалистов премии (пять-шесть произведений — короткий список) составляется на основе простых арифметических подсчетов.
4. Определение победителя. Малое жюри выявляет одного победителя, голосуя за произведения из короткого списка по схеме «все или ничего» — каждый из членов Малого жюри называет лишь одно имя (произведение).

## Короткий список
1. Кирилл Рябов — «Фашисты» (номинировано: Виктория Сафонова, «Во весь голос», Санкт-Петербург; голосование БЖ: 7 баллов)
2. София Синицкая — «Хроника Горбатого» (номинировано: Павел Крусанов, писатель, Санкт-Петербург; голосование БЖ: 7 баллов)
3. Ислам Ханипаев — «Типа я» (номинировано: Татьяна Соловьёва, редактор, литератор, Москва; голосование БЖ: 7 баллов)
4. Павел Басинский — «Подлинная история Анны Карениной» (номинировано: Сергей Беляков, писатель, критик, Екатеринбург; голосование БЖ: 6 баллов)
5. Юлия Кисина — «Бубуш» (номинировано: Игорь Воеводин, издатель, Москва; голосование БЖ: 6 баллов)
6. Сергей Авилов, «Капибару любят все» (номинировано: Надежда Геласимова, редактор, издатель, Москва; голосование БЖ: 5 баллов)

## Длинный список

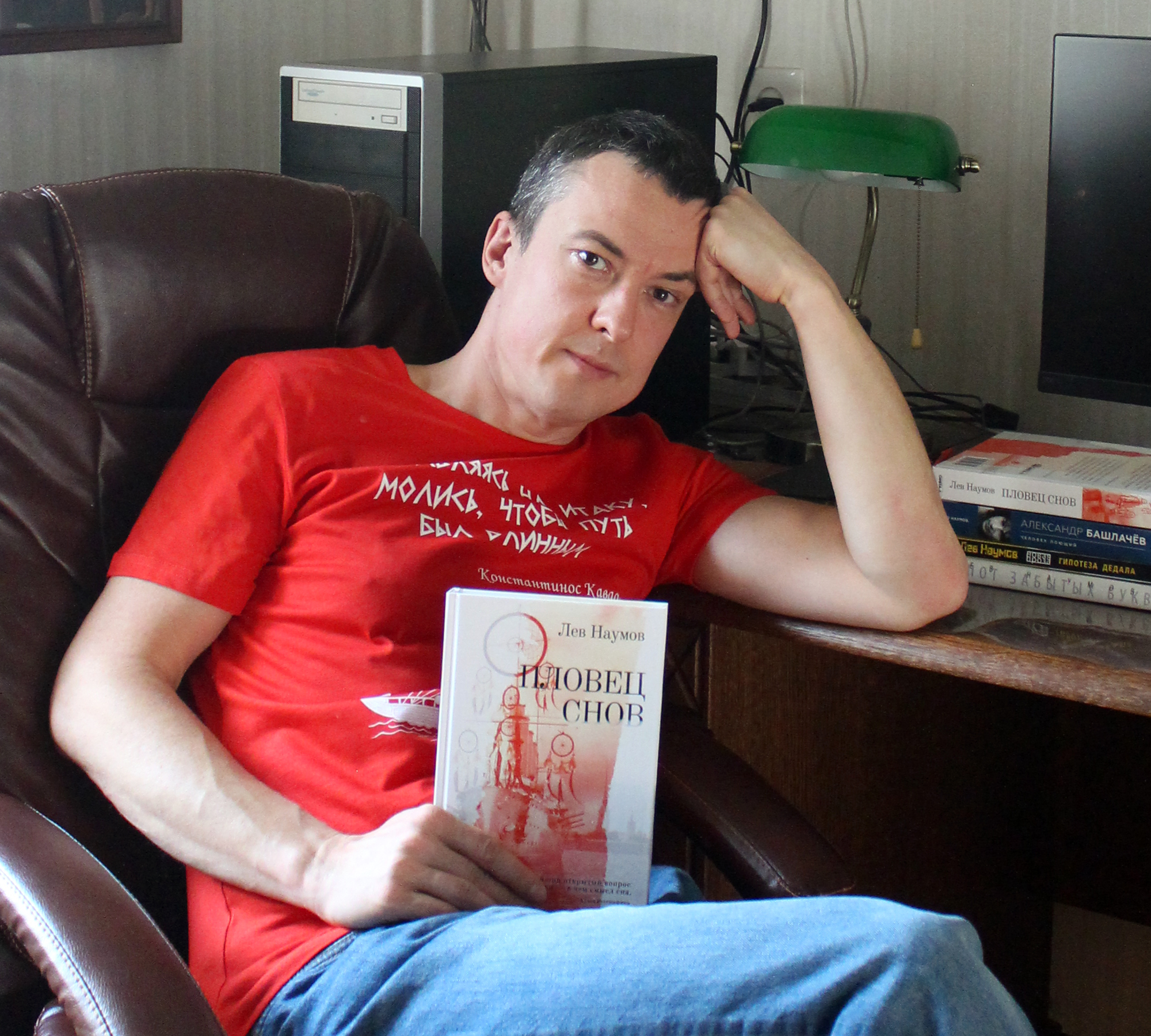
Лев Наумов с романом Пловец Снов

1. Анна Чухлебова, «Легкий способ завязать с сатанизмом» (номинировано: Владислав Городецкий, писатель, Петербург; голосование БЖ: 5 баллов)
2. Иван Миронов, «Высшая каста» (номинировано: Алексей Колобродов, критик, Саратов; голосование БЖ: 4 балла)
3. Лев Наумов, «Пловец снов» (номинировано: Сергей Носов, писатель, Петербург; голосование БЖ: 3 балла)
4. Александр Прост, «Свистулькин» (номинировано: Константин Тублин, издатель, Петербург; голосование БЖ: 3 балла)
5. Дмитрий Данилов, «Саша, привет!» (номинировано: Михаил Визель, критик, Москва; голосование БЖ: 2 балла)
6. Лера Манович, «Прощай, Анна К.» (номинировано: Александр Серов, редактор, издатель, Нур-Султан; голосование БЖ: 2 балла)
7. Даша Благова, «Южный ветер» (номинировано: Евгения Власенко, книжный блогер, Москва; голосование БЖ: 1 балл)
8. Вера Богданова, «Сезон отравленных плодов» (номинировано: Михаил Фаустов, эксперт, Москва; голосование БЖ: 1 балл)
9. Тимур Валитов, «Угловая комната» (номинировано: Полина Парс, книжный блогер, Липецк; голосование БЖ: 1 балл)
10. Евгений Алёхин, «Девственность» (номинировано: Кирилл Рябов, писатель, Петербург)
11. Ольга Аникина, «Белая обезьяна, чёрный экран» (номинировано: Дмитрий Григорьев, поэт, писатель, Петербург)
12. Илья Бояшов, «Морос, или путешествие к озеру» (номинировано: Алла Насонова, редактор, издатель, Петербург)
13. Александр Бренер, «В гостях у Берроуза» (номинировано: Максим Сурков, «Циолковский», Москва)
14. Ксения Буржская, «Зверобой» (номинировано: Артем Ляшенко, писатель, Москва)
15. Ксения Буржская, «Мой белый» (номинировано: Юлия Селиванова, редактор, Москва)
16. Александр Велин, «Сердце Демидина» (номинировано: Игорь Дуардович, редактор, критик, Москва)
17. Алина Витухновская, «Цивилизация хаоса» (номинировано: Наташа Романова, поэт, Петербург)
18. Анатолий Гаврилов, «Под навесами рынка Чайковского» (номинировано: Дмитрий Данилов, писатель, драматург, Москва)
19. Саша Кругосветов, «Счастье Кандида» (номинировано: Платон Беседин, писатель, редактор, Севастополь)
20. Сергей Кубрин, «Виноватых бьют» (номинировано: Алексей Портнов, редактор, Москва)
21. Михаил Куртов, «Тысяча лайков земных. Записки технотеолога. Сезон 1» (номинировано: Артем Фаустов, «Все свободны», Петербург)
22. Сергей Лебеденко, «(не)свобода» (номинировано: Владимир Панкратов, критик, Москва)
23. Ирина Левенталь, «Мой секс» (номинировано: Денис Епифанцев, писатель, Москва)
24. Алексей Лукьянов, «Один маленький поросенок и одно большое свинство» (номинировано: Александр Климин, литагент, переводчик, Барселона)
25. Владимир Мироненко, «Небеса преображенные» (номинировано: Ольга Зудова, издатель, Москва)
26. Татьяна Млынчик, «Ловля молний на живца» (номинировано: Константин Мильчин, критик, Москва)
27. Евгения Некрасова, «Домовая любовь» (номинировано: Елена Шубина, издатель, Москва)
28. Олег Ивик (Ольга Колобова), «Трещина» (номинировано: Дмитрий Гасин, книжный блогер, Москва)
29. Даниэль Орлов, «Болван да Марья» (номинировано: Аполлинария Аврутина, переводчик, писатель, Петербург)
30. Петр Павленский, «Столкновение» (номинировано: Вадим Левенталь, писатель, издатель, Петербург)
31. Виктор Пелевин, «Transhumanism INC» (номинировано: Иван Родионов, критик, Камышин)
32. Валерий Печейкин, «Стеклянный человек» (номинировано: Аглая Набатникова, режиссёр, Москва)
33. Кирилл Рябов, «777» (номинировано: Анастасия Смурова, издатель, Москва)
34. Дарья Серенко, «Девочки и институции» (номинировано: Максим Мамлыга, журналист, редактор, Петербург)
35. Александр Снегирёв, «Плохая жена хорошего мужа» (номинировано: Николай Александров, критик, Москва)
36. Артём Сошников, «Наблюдатель» (номинировано: Полина Бояркина, редактор, критик, Петербург)
37. Егор Фетисов, «Пустота волопаса» (номинировано: Татьяна Булатова, литагент, Москва)
38. Саша Филипенко, «Кремулятор» (номинировано: Борис Пастернак, издатель, Москва)
39. Иван Филиппов, «Тень» (номинировано: Юлия Гумен, литагент, Петербург)
40. Вадим Хитров, «Секретный агент по морскому делу» (номинировано: Игорь Козырь, издатель, Петербург)
41. Карина Шаинян, «С ключом на шее» (номинировано: Вадим Назаров, издатель, Петербург)

## Голосование Большого жюри
| Большое жюри                                                            | 3 балла                                             | 1 балл                                                |
| ----------------------------------------------------------------------- | --------------------------------------------------- | ----------------------------------------------------- |
| Любовь Беляцкая, книготорговец, Санкт-Петербург                         | Юлия Кисина, «Бубуш»                                | Анна Чухлебова, «Легкий способ завязать с сатанизмом» |
| Роман Богословский, писатель, Липецк                                    | Юлия Кисина, «Бубуш»                                | Анна Чухлебова, «Легкий способ завязать с сатанизмом» |
| Елена Васильева, критик, Санкт-Петербург                                | Вера Богданова, «Сезон отравленных плодов»          | София Синицкая, «Хроника Горбатого»                   |
| Кира Грозная, писатель, Санкт-Петербург                                 | Ольга Аникина, «Белая обезьяна, чёрный экран»       | Илья Бояшов, «Морос, или путешествие к озеру»         |
| Олег Демидов, критик, Москва                                            | Сергей Кубрин, «Виноватых бьют»                     | Анна Чухлебова, «Легкий способ завязать с сатанизмом» |
| Анна Жучкова, критик, Москва                                            | Кирилл Рябов, «Фашисты»                             | Дмитрий Данилов, «Саша, привет!»                      |
| Андрей Кагадеев, рок-музыкант, основатель группы «НОМ», Санкт-Петербург | Виктор Пелевин, «Transhumanism INC»                 | Кирилл Рябов, «Фашисты»                               |
| Марина Кронидова, искусствовед, Санкт-Петербург                         | София Синицкая, «Хроника Горбатого»                 | Сергей Авилов, «Капибару любят все»                   |
| Елена Одинокова, писатель, Санкт-Петербург                              | Ислам Ханипаев, «Типа я»                            | Тимур Валитов, «Угловая комната»                      |
| Даниэль Орлов, писатель, Кронштадт                                      | Сергей Авилов, «Капибару любят все»                 | Лера Манович, «Прощай, Анна К.»                       |
| Владимир Очеретный, критик, Кишинев                                     | Александр Прост, «Свистулькин»                      | Ислам Ханипаев, «Типа я»                              |
| Сергей Петров, журналист, писатель, Москва                              | Лев Наумов, «Пловец снов»                           | Лера Манович, «Прощай, Анна К.»                       |
| Ольга Погодина-Кузмина, писатель, Санкт-Петербург                       | Павел Басинский, «Подлинная история Анны Карениной» | Дмитрий Данилов, «Саша, привет!»                      |
| Матвей Раздельный, критик, Владимир                                     | Иван Миронов, «Высшая каста»                        | Анна Чухлебова, «Легкий способ завязать с сатанизмом» |
| Наталья Соловьёва, писатель, Тверь—Москва                               | Кирилл Рябов, «777»                                 | Егор Фетисов, «Пустота волопаса»                      |
| Аглая Топорова, журналист, Санкт-Петербург                              | Александр Снегирев, «Плохая жена хорошего мужа»     | Анна Чухлебова, «Легкий способ завязать с сатанизмом» |
| Игорь Фунт, критик, журналист, Вятка (Киров)                            | Павел Басинский, «Подлинная история Анны Карениной» | Сергей Авилов, «Капибару любят все»                   |
| Михаил Хлебников, литературовед, Новосибирск                            | Кирилл Рябов, «Фашисты»                             | Даниэль Орлов, «Болван да Марья»                      |
| Александр Чернов, книжный блогер, Москва                                | Ислам Ханипаев, «Типа я»                            | Иван Миронов, «Высшая каста»                          |
| Ольга Чумичева, переводчик, Санкт-Петербург                             | София Синицкая, «Хроника Горбатого»                 | Даша Благова, «Южный ветер»                           |